# Serginho (Fußballspieler, 1986)
Serginho (* 4. August 1986 in Contagem; bürgerlich Sérgio Antônio Borges Júnior) ist ein brasilianischer Fußballspieler.

## Karriere
Marcinho durchlief die Nachwuchsabteilungen der Vereine Villa Nova AC und Atlético Mineiro. Bei Mineiro begann er 2007 seine Profikarriere und wurde als erstes 2007 an Clube de Regatas Brasil ausgeliehen. Nach seiner Rückkehr fand er allmählich ins Team und wurde 2009 zum Stammspieler. Diesen behielt er bis ins Jahr 2013 und wurde dann erst an Criciúma EC und anschließend an CR Vasco da Gama ausgeliehen. 2016 verließ er Mineiro und wechselte zu Sport Recife. Hier blieb er eineinhalb Spielzeiten und setzte dann seine Karriere bei Al Wasl SC fort.
Anschließend spielte er Zur Saison 2017/18 wechselte er zum türkischen Erstligisten Akhisar Belediyespor und spielte hier bis zum Januar 2019.

## Erfolge
Akhisarspor
- Türkischer Pokalsieger: 2017/18
- Türkischer Fußball-Supercup: 2018